# Scalopocephalus
Scalopocephalus — вимерлий рід тероцефалових терапсид пізньої пермі в ПАР. Німецький палеонтолог Фрідріх фон Хюне виявив голотипний череп Scalopocephalus із зони скупчення Cistecephalus у 1924 році та назвав типовий вид Scalopocephalus watsonianus у 1937 році. Scalopocephalus за зовнішнім виглядом схожий на Scaloposaurus і вперше був віднесений до родини Scaloposauridae. Scaloposauridae більше не визнається як дійсна група, і Scalopocephalus тепер класифікується як базальний член Baurioidea.